# Hora3

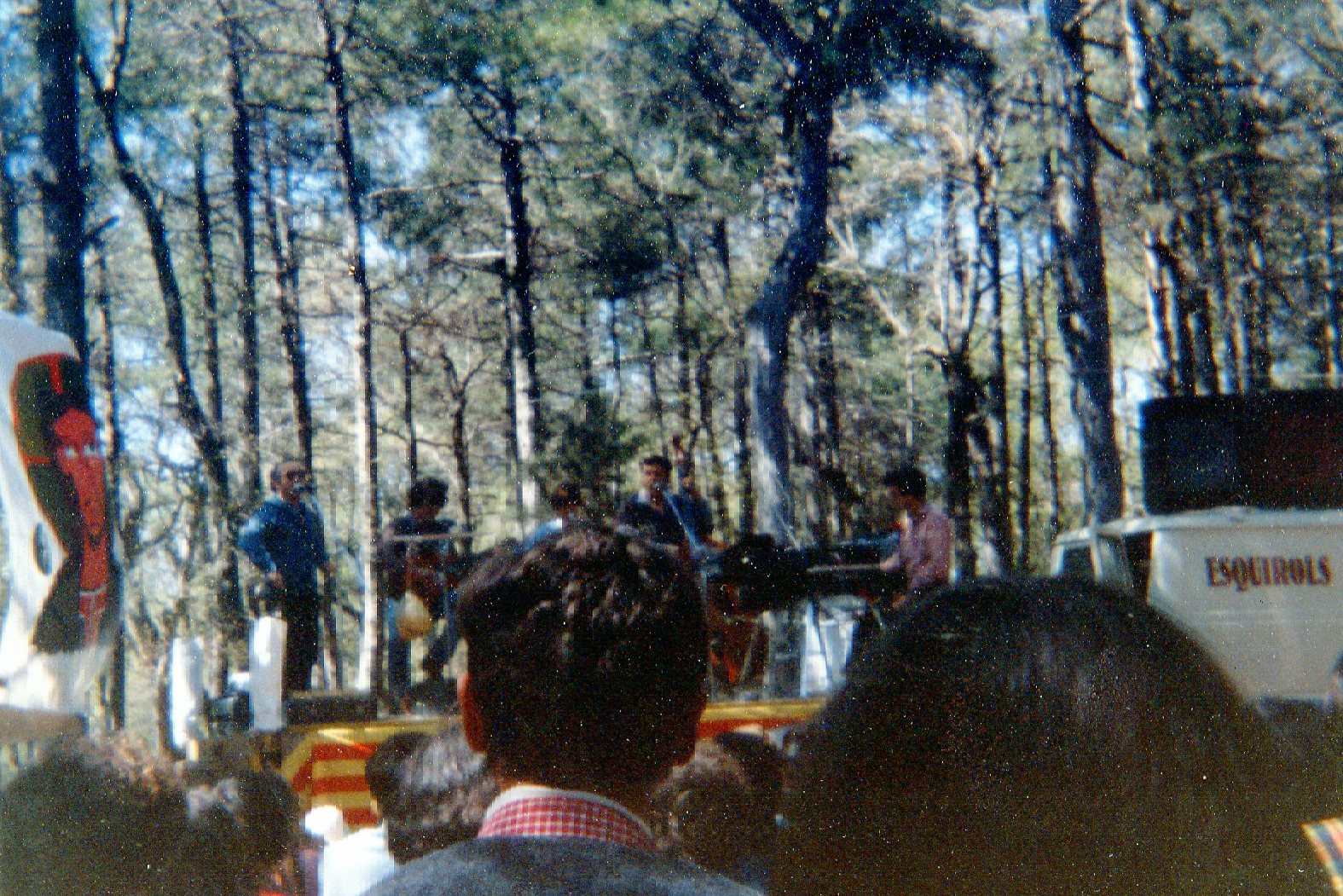
Imatge del concert d'Els Esquirols en la Trobada General de l'any 1982 a Sant Guim de Freixenet.

Hora3 va ser un moviment juvenil cristià fundat el 1974 pel claretià Pere Codinachs juntament amb altres claretians. Es va crear amb l'objectiu de formar joves a partir de quatre elements, que eren l'amistat, la fe, Catalunya i l'Església. El paper dels claretians va ser molt important en l'inici del moviment. El 2000 tenia uns 1.100 membres i estava present a Barcelona, Girona, Urgell, Solsona, Tarragona i Vic. Amb el pas del temps es van crear tres branques, en funció del grup d'edats. Hora3 era destinat a adolescents, que posteriorment feien el pas de branca cap a Hora6, de jovent, i posteriorment cap a Hora9, destinat a grups d'adults.

## Funcionament[calcitació]
El funcionament tractava de reunions majoritàriament setmanals, sovint els divendres a la tarda, de grups prèviament constituïts, que constaven d'un o diversos caps, i aproximadament una quinzena de joves. Els grups s'anomenaven amb noms com Xaloc, Zòmbies, Abraxas, Heretges, Porca Misèria... noms en general força heterogenis i de temàtica força col·loquial. El cap plantejava temes de conversa sobre l'actualitat o sobre les fitxes que el moviment proporcionava per convidar a la reflexió. No tot (ni de bon tros) el que es parlava era d'església, sinó de temes actuals, que directament o indirecta ens afectaven les vides dels nois, adolescents en principi i més adults més endavant. Igualment importants pel seu desenvolupament eren les sortides en forma d'excursions i trobades de les diferents zones en què estava repartit el moviment. Un cop a l'any hi havia una trobada anomenada general, on sovint en tendes de campanya en camps de futbol, tenia lloc un encontre de gent de diversos parlars del nostre país, i amb una mateixa ideologia. Les trobades anuals eren sovint amenitzades per activitats de reflexió, diversió, música, ... i fins i tot en algunes d'elles per grups musicals com Els Esquirols, més per la seva connexió amb el jovent participant, en qüestions com la realitat social i política del país de l'època, que per altres aspectes més religiosos.
Hora3 va significar una alternativa per al jovent dels primers anys de la democràcia en el nostre país, on es podia parlar amb llibertat, dins l'àmbit cristià però més sobre temàtica humana, de temes que eren considerats tabús dècades abans com la droga, les relacions noi-noia, ... i fins i tot temes més polítics relacionats amb Catalunya i el món, sempre des del vessant juvenil-adolescent.
En molts casos, com en els locals de la Parròquia de Sant Tomàs d'Aquino a Barcelona, existien diferents sales on a més de fer les reunions hom podia al voltant de la taula de tennis taula passar bones hores, de converses, esport i jocs de taula. Aquestes mateixes instal·lacions servien al mateix jovent per trobar-se en espais de pregària, bàsicament amb l'estil de Taizè, o preparar viscudes eucaristies, que incloïen lectures reflexives, molts cops externes a la Bíblia, i cançons del moment amenitzades per guitarres o flautes.
Va ser un moviment important en el creixement humà de part del jovent dels anys 70, 80 i finals dels 90.